# Eupithecia austrina
Eupithecia austrina är en fjärilsart som beskrevs av Claude Herbulot 1962. Eupithecia austrina ingår i släktet Eupithecia och familjen mätare. Inga underarter finns listade i Catalogue of Life.